# Gastón de los Santos
Gastón de los Santos, vollständiger Name Gastón Fernando De Los Santos Núñez, (* 19. April 1982 in La Paz oder Montevideo) ist ein uruguayischer Fußballspieler.

## Karriere
Der 1,83 Meter große Defensivakteur de los Santos stand zu Beginn seiner Karriere von der Apertura 2002, in der er 14 Spiele (kein Tor) in der Segunda División absolvierte, bis einschließlich der Apertura 2007 in Reihen der Rampla Juniors. Von der Clausura 2008 bis in die Clausura 2009 war er für den Erstligisten Club Atlético Bella Vista aktiv. 2009 schloss er sich dem bolivianischen Verein Club Blooming an. Sodann folgte eine bis Februar 2011 währende Karrierestation bei Juventud. Für die restliche Spielzeit 2010/11 schloss er sich wieder den Rampla Juniors an und bestritt sieben Partien (kein Tor) in der Primera División. Im August 2011 wechselte er innerhalb der Liga und Montevideos zum Club Sportivo Cerrito, für den in der Saison 2011/12 19 Erstligaeinsätze (kein Tor) zu Buche stehen. Im Juli 2012 trat er ein Engagement beim venezolanischen Klub Estudiantes de Mérida an. Sein Klub erreichte in dieser Zeit die Finalspiele der Copa Venezuela, in denen man aber gegen Deportivo Anzoátegui unterlag. Fünfmal (kein Tor) lief De los Santos in der Primera División auf. Im Februar 2013 kehrte er abermals zu den Rampla Juniors. Er bestritt in der Saison 2013/14 vier Zweitligaspiele für die Montevideaner. Ein Tor erzielte er nicht. Der Klub stieg am Saisonende in die Primera División auf. De los Santos verließ den Verein anschließend mit unbekanntem Ziel. Im Februar 2015 schloss er sich dem Zweitligisten Club Atlético Progreso an und lief in der Clausura 2015 fünfmal (kein Tor) in der Segunda División auf. Anschließend sind bislang (Stand: 8. August 2016) weder Einsätze noch eine Kaderzugehörigkeit im Profifußball verzeichnet.